# Баффи и Ангел (саундтрек)
На странице представлен список саундтреков — официальных альбомов с композициями, звучавшими в сериалах «Баффи — истребительница вампиров» и его спин-оффа «Ангел».

## Buffy — The Vampire Slayer: The Album
- Запись музыки: Фрэд Кеворкян
- Обработка звука: Стефани Кика
- Художественное оформление: Робин Гловски

Альбом содержит, в основном, песни мало известных (на тот момент) исполнителей, которые звучали в первых четырёх сезонах шоу.
1. «Buffy the Vampire Slayer Theme» в исполнении Nerf Herder.
2. «Teenage FBI» в исполнении Guided By Voices.
3. «Temptation Waits» в исполнении Garbage.
4. «Strong» в исполнении Velvet Chain.
5. «I Quit» в исполнении Hepburn.
6. «Over My Head» в исполнении Furslide.
7. «Lucky» в исполнении Bif Naked.
8. «Keep Myself Awake» в исполнении Black Lab.
9. «Virgin State Of Mind» в исполнении K’s Choice.
10. «Already Met You» в исполнении Superfine.
11. «The Devil You Know (God Is a Man)» в исполнении Face To Face.
12. «Nothing But You» в исполнении Kim Ferron.
13. «It Doesn’t Matter» в исполнении Alison Krauss & Union Station.
14. «Wild Horses» в исполнении The Sundays.
15. «Pain» в исполнении Four Star Mary.
16. «Charge» в исполнении Splendid.
17. «Transylvanian Concubine» в исполнении Rasputina.
18. «Close Your Eyes» (Buffy / Angel Love Theme). Композитор — Christophe Beck.

## Once More, With Feeling!
- Художественное оформление: Адам Хьюз

1. Overture / Going Through The Motions (2:57)
2. I’ve Got A Theory / Bunnies/ If We’re Together (2:21)
3. The Mustard (0:19)
4. Under Your Spell (2:54)
5. I’ll Never Tell (4:01)
6. The Parking Ticket (0:44)
7. Rest In Peace (2:45)
8. Dawn’s Lament (1:18)
9. Dawn’s Ballet (1:12)
10. What You Feel (3:01)
11. Standing (2:10)
12. Under Your Spell / Standing (Reprise) (1:34)
13. Walk Through The Fire (3:44)
14. Something To Sing About (4:40)
15. What You Feel (Reprise) (0:45)
16. Where Do We Go From Here? (1:52)
17. Coda (0:41)
18. End Credits (Broom Dance / Grr Argh) (0:33)
19. Main Title (0:26)
20. Suite From «Restless»: Willow’s Nightmare / First Rage / Chain Of Ancients (5:04)
21. Suite From «Hush»: Silent Night / First Kiss / Enter The Gentlemen / Schism (6:56)
22. Sacrifice (From «The Gift») (2:57)
23. Something To Sing About (Demo) (4:29)

## Radio Sunnydale
На данном альбоме собраны композиции, в основном звучавшие в пятом, шестом и седьмом сезонах шоу, хотя есть и несколько более ранних треков. Альбом был выпущен как часть промокампании окончания телешоу, осенью 2003 года.
Были созданы две версии — одна для распространения на территории Великобритании и другая американская (международная версия) альбома. На американском альбоме всего 12 треков, в то время как в другой версии — 21 трек. С британского альбома были убраны песни исполнителей Joey Ramone, Sarah McLachlan, группы Blur и добавлены ещё 12 композиций. Релиз для Австралии и Латинской Америки не отличается от Британской версии альбома.

### Английская версия
1. The Breeders — Buffy Main Title Theme
2. The Dandy Warhols — Bohemian Like You
3. Nikka Costa — Everybody Got Their Something
4. Christophe Beck — Dead Guys With Bombs (original score)
5. Devics — Key
6. Lunatic Calm — Sound Of The Revolution
7. Dashboard Prophets — Ballad For Dead Friends
8. Angie Hart — Blue
9. Aimee Mann — Pavlov’s Bell
10. Alison Krauss — That Kind Of Love
11. Aberdeen — Sink Or Float
12. Patty Medina — Still Life
13. Laika — Black Cat Bone
14. Man Of The Year — Just As Nice
15. Melanie Doane — I Can’t Take My Eyes Off You
16. Fonda — The Sun Keeps Shining On Me
17. Halo Friendlies — Run Away
18. Emiliana Torrini — Summerbreeze
19. Cibo Matto — Sugar Water
20. Rob Duncan — The Final Fight (original score)
21. Nerf Herder — Buffy the Vampire Slayer Theme

### Американская версия
1. The Breeders — Buffy Main Title Theme
2. Joey Ramone — Stop Thinking About It
3. The Dandy Warhols — Bohemian Like You
4. Nikka Costa — Everybody Got Their Something
5. Devics — Key
6. Lunatic Calm — Sound Of The Revolution
7. Dashboard Prophets — Ballad For Dead Friends
8. Angie Hart — Blue
9. Aimee Mann — Pavlov’s Bell
10. Blur — There’s No Other Way
11. Sarah McLachlan — Prayer Of Saint Francis
12. Rob Duncan — The Final Fight (original score)

## Angel: Live Fast, Die Never
Единственный саундтрек к сериалу был выпущен спустя год после его закрытия. Вокал для треков записала Элин Карлсон. Большинство композиций — микс из музыкальных тем различных эпизодов.
- Заглавная тема сериала: Холли Найт, Ками Илен и Джимм Томас

1. «Angel Main Theme» (The Sanctuary Extended Remix) в исполнении Darling Violetta. (3:23)
2. Start The Apocalypse (3:35)
3. The End Of The World (1:43)
4. Massive Assault (3:14)
5. Home (1:56)
6. Hero (5:24)
7. Judgement & Jousting (2:02)
8. Birth Of Angelus (3:30)
9. Rebellion (3:09)
10. The Trials For Darla (5:59)
11. Dreaming Of Darla (3:24)
12. Untouched / Darla’s Fire (2:11)
13. Darla’s Sacrifice (5:43)
14. Welcome To Pylea (4:22)
15. Through The Looking Glass (4:06)
16. Castle Attack (2:20)
17. Cordy Meets Fred (2:54)
18. Princess Cordelia (1:20)
19. Farewell Cordelia (1:09)
20. I’m Game (1:12)
21. «Touched» в исполнении Vast. (3:59)
22. «L.ASong» в исполнении Christian Kane. (3:06)
23. «Lady Marmalade» в исполнении Andy Hallett. (2:29)
24. «It’s Not Easy Being Green» в исполнении Andy Hallett. (2:53)
25. «A Place Called Home» в исполнении Kim Richey. (2:57)

## Buffy: The Score
На данном альбоме присутствует инструментальная музыка из сериала. В частности, из сезонов 2, 3, 4 и 5.
1. Massacre (3:56)
2. Angel Waits (1:43)
3. Remembering Jenny (1:51)
4. Twice the Fool (0:48)
5. Moment of Happiness (2:13)
6. Loneliness of Six (1:52)
7. Sugar High (1:43)
8. Tai Chi (1:11)
9. Kralik’s House (2:23)
10. Magic Snow Music (2:41)
11. Slayer’s Elegy (1:55)
12. Faith’s End (2:44)
13. Drink Me (1:26)
14. One Last Moment (1:07)
15. Haunted (1:16)
16. From The Grave (1:53)
17. Demon Got Your Tongue (2:39)
18. Golf Claps (1:19)
19. The Princess Screams (4:02)
20. Spellbound (2:37)
21. Fyarl in the Morning (1:54)
22. A Really Big Sandbox (1:20)
23. Spaghetti (1:17)
24. Body Paint (1:38)
25. Xander’s Nightmare (1:49)
26. The Tower (2:06)
27. Losing Battle (1:48)
28. Apocalypse (2:25)
29. Sacrifice [Alternate Version] (2:09)

Бонусные треки:
- Willow & Oz (эксклюзивно для iTunes)
- Thanksgiving Brawl (эксклюзивно для iTunes)
- 2 Girls, 1 Van (эксклюзивно для Rhapsody)
- Exposition Song (эксклюзивно для Amazon)